# Тагиров, Владимир Исмаил оглы
Влади́мир Исмаи́л оглы́ Таги́ров (азерб. Vladimir İsmayıl oğlu Tahirov; 5 апреля 1932, Уруд, Сисианский район — 2014, Баку) — азербайджанский физик, доктор физико-математических наук, профессор кафедры физики полупроводников физического факультета Бакинского государственного университета, член-корреспондент НАНА.

## Биография
Владимир Тагиров родился 5 апреля 1932 года в селе Уруд Сисианского района Армянской ССР. В 1949 году окончил среднюю школу. В 1951 году окончил двухлетний физико-математический факультет Агдамского педагогического института. В 1956 году окончил отделение физики физико-математического факультета Азербайджанского государственного университета. В 1962 году защитил кандидатскую диссертацию по теме «Исследование сегрегации, диффузии и растворимости таллия и тантала в монокристаллах германия».
В 1972 году защитил диссертацию на соискание ученой степени доктора физико-математических наук:
- Исследование примесных состояний и донорно-акцепторного взаимодействия в твердых растворах германий-кремний : диссертация … доктора физико-математических наук : 01.00.00. — Баку, 1971. — 256 с. : ил.

Умер в Баку в 2014 году.

## Научная деятельность
Владимир Таиров исследовал фундаментальные свойства большого числа полупроводников (Ge, Ge-Si, Te, GaSb, BiSb, Te-Se, соединения типа A3B5 и др.) Занимался разработкой новых полупроводниковых соединений, обладающих широким спектром интересных физических свойств. Им изобретен новый класс тройных полупроводниковых соединений типа A3IB5IIIC9VI, включающих в себя более 45 соединений. Владимир Тагиров разработал новый метод получения однородных монокристаллов твердых растворов, обладающих сильной сегрегацией. Им также разработан новый метод получения монокристаллов перитектических соединений с летучими компонентами, новый метод определения глубины залегания примесей, новый экспрессный метод определения теплоемкости твердых тел.

### Некоторые научные работы
- Полупроводниковые твердые растворы : Германий — кремний / В. И. Тагиров. — Баку : Элм, 1983. — 208 с. : ил.; 22 см.
- «Новый класс тройных полупроводниковых соединений типа A3IB5IIIC9VI», БГУ, Баку, 2001, 304 стр.
- «Об определении глубины залегания примесных уровней в полупроводниках», ФТП, 4, № 11, стр. 2182—2184, 1970.
- «О механизме образования дефектов в антимониде галлия при кристаллизации и взаимодействии с паровой фазой», «Электронная техника», серия 14, № 7, стр. 93-96, 1971.
- «Инфракрасные спектры отражения слоистых монокристаллов Cu3Ju5S9», Phys. Stat. Solidi, 144, № 1, K73-K76, 1987.
- Tahirov V. I., Tahirov E. V., Qəhrəmanov N. F. «Ümumi fizika kursu» üzrə məsələlər (həlli ilə). Elektrik və maqnit hadisələri (dərs vəsaiti) SDU-nun nəşriyyatı Bakı-Sumqayıt 2005, s.268.
- Tahirov V. I. «Optika». Ümumi fizika kursu. Dərslik SDU-nun nəşriyyatı Bakı-Sumqayıt 2005, s.500.
- Tahirov V. I., Tahirov E. V., Qəhrəmanov N. F. Yarımkeçiricilər fizikası (dərs vəsaiti) SDU-nun nəşriyyatı, Sumqayıt 2006, s. 320.
- Tahirov V. I., Xomutova M. D., Baxışov A. E., Qəhrəmanov N. F. III və IV qrup elementlərinin birləşmələrin tədqiqat üsulları və fiziki xassələri (monografiya) SDU-nun nəşriyyatı, Sumqayıt 2006, s. 500.
- Tahirov V. I. Urud mənim sinəm üstə çarpaz dağ (şeirlər) SDU-nun nəşriyyatı, Sumqayıt 2007, s. 240.